# SU-152
SU-152 (Samochodnaja ustanovka 152) bylo sovětské samohybné dělo. Vzniklo v podstatě jako nouzové bojové vozidlo; slabě obrněný stroj s těžkou výzbrojí měl pomoci Rudé armádě čelit německým tankům nové generace.

## Historie
Práce na projektu, který získal provizorní označení KV-14, byly zahájeny 31. prosince 1942 a již v únoru 1943 byl spěšný vývoj úspěšně ukončen. Šlo vlastně o relativně jednoduché a účelné spojení podvozku stávajícího těžkého tanku KV-1 a upravené polní houfnice ML-20 ráže 152,4 mm. Původní plány předpokládaly prodloužení podvozku tanku KV, ale z důvodů zkrácení vývoje a zjednodušení zahájení výroby nakonec byla zachována jeho původní délka.
Nevýhodou tohoto samohybného děla byla především malá rychlost střelby (okolo čtyř výstřelů za minutu), protože používalo těžkou a dělenou munici. Další nevýhodou SU 152 byla pomalá akcelerace, která z něj dělala lehký cíl pro letectvo. Neobratnost znamenala lehký cíl pro nepřátelskou pěchotu. Velkou předností však byla účinnost výzbroje, protože zbraň vystřelující mohutné 43kg vysoce výbušné střely dokázala zničit téměř jakýkoliv cíl, i na hranici svého dostřelu. Ačkoliv se vyráběla i protipancéřová munice (AP) , přímý zásah výbušným granátem (HE) dokázal zničit, těžce poškodit nebo vyřadit z boje prakticky jakékoliv obrněné vozidlo, včetně německých Tigerů a Ferdinandů, aniž by vlastně pancíř musel "probít". Kvůli schopnosti ničit i ty nejtěžší tanky nepřítele se po bitvě u Kurska samohybnému dělu SU-152 dostalo přezdívky „Zveroboj“ (zabiják zvířat).
Výroba SU-152 byla ukončena v prosinci 1943 po vyrobení 671-704 strojů (různé zdroje). Nedošlo k tomu však kvůli nějakým problémů nebo vyloženě špatným vlastnostem této zbraně, ale především proto, že ji nahradil její nástupce v podobě ISU-152, užívající podvozku nového těžkého tanku Josif Stalin, nahrazujícího tanky KV. Vyrobené stroje však dále sloužily až do konce války a poslední byly definitivně vyřazeny z výzbroje až roku 1954.